# Brad Brownell
Bradley Robert Brownell, detto Brad (Evansville, 15 novembre 1968), è un allenatore di pallacanestro statunitense.